# O Canada
O Canada (tiếng Pháp: Ô Canada) là bài nhạc được dùng cùng với hai bài "God Save the King" (hay "God Save the Queen" trong trường hợp vị  quân chủ là phụ nữ) và "The Maple Leaf Forever" từ khi Canada được độc lập vào năm 1867 như quốc ca. Bắt đầu từ thập niên 1960, "O Canada" trở nên phổ biến hơn và Quốc hội của Canada đã ban hành một đạo luật công nhận nó như quốc ca chính thức của Canada vào năm 1980.
Nhạc cho bài "O Canada" được viết bởi Calixa Lavallée. Tương truyền rằng ông lấy nguồn cảm hứng từ vở opera "Die Zauberflöte" (Cái sáo mầu nhiệm) của Mozart.
Lời tiếng Pháp được viết bởi Sir Adolphe-Basile Routhier (người Canada gốc Pháp) vào khoảng 1880. Lời tiếng Anh không được dịch từ lời tiếng Pháp mà dựa vào một bài thơ do Robert Stanley Weir viết vào năm 1908.
Thông thường, phần đầu của lời Anh sẽ được hát trước, tiếp theo là phần cuối của lời Pháp. Ở tại các cộng đồng có nhiều người dùng tiếng Pháp, thứ tự này sẽ được đổi. Ngoài ra, cộng đồng người Inuit tại Nunavut cũng có lời riêng dùng tiếng Inuktitut của họ.

## Lời tiếng Anh
1. (Đây là phần chính thức của bài quốc ca)
O Canada! Our home and native land!
True patriot love in all thy sons command.
With glowing hearts we see thee rise,
The True North strong and free!
From far and wide,
O Canada, we stand on guard for thee.
God keep our land glorious and free!
O Canada, we stand on guard for thee.
O Canada, we stand on guard for thee.
2. O Canada! Where pines and maples grow.
Great prairies spread and lordly rivers flow.
How dear to us thy broad domain,
From East to Western Sea,
Thou land of hope for all who toil!
Thou True North, strong and free!
God keep our land glorious and free!
O Canada, we stand on guard for thee.
O Canada, we stand on guard for thee.
3. O Canada! Beneath thy shining skies
May stalwart sons and gentle maidens rise,
To keep thee steadfast through the years
From East to Western Sea,
Our own beloved native land!
Our True North, strong and free!
God keep our land glorious and free!
O Canada, we stand on guard for thee.
O Canada, we stand on guard for thee.
4. Ruler supreme, who hearest humble prayer,
Hold our dominion within thy loving care;
Help us to find, O God, in thee
A lasting, rich reward,
As waiting for the Better Day,
We ever stand on guard.
God keep our land glorious and free!
O Canada, we stand on guard for thee.
O Canada, we stand on guard for thee.

## Lời tiếng Pháp
| Ô Canada (Phiên bản gốc bằng tiếng Pháp)          |  |
| I                                                 |  |
| Ô Canada ! Terre de nos aïeux,                    |  |
| Ton front est ceint de fleurons glorieux !        |  |
| Car ton bras sait porter l'épée,                  |  |
| Il sait porter la croix !                         |  |
| Ton histoire est une épopée                       |  |
| Des plus brillants exploits.                      |  |
| Et ta valeur, de foi trempée,                     |  |
| Protègera nos foyers et nos droits,               |  |
| Protègera nos foyers et nos droits.               |  |
|                                                   |  |
| II                                                |  |
| Sous l'œil de Dieu, près du fleuve géant,         |  |
| Le Canadien grandit en espérant.                  |  |
| Il est né d'une race fière,                       |  |
| Béni fut son berceau.                             |  |
| Le ciel a marqué sa carrière                      |  |
| Dans ce monde nouveau.                            |  |
| Toujours guidé par sa lumière,                    |  |
| Il gardera l'honneur de son drapeau,              |  |
| Il gardera l'honneur de son drapeau.              |  |
|                                                   |  |
| III                                               |  |
| De son patron, précurseur du vrai Dieu,           |  |
| Il porte au front l'auréole de feu.               |  |
| Ennemi de la tyrannie                             |  |
| Mais plein de loyauté,                            |  |
| Il veut garder dans l'harmonie,                   |  |
| Sa fière liberté.                                 |  |
| Et par l'effort de son génie,                     |  |
| Sur notre sol asseoir la vérité,                  |  |
| Sur notre sol asseoir la vérité.                  |  |
|                                                   |  |
| IV                                                |  |
| Amour sacré du trône et de l'autel,               |  |
| Remplis nos cœurs de ton souffle immortel !       |  |
| Parmi les races étrangères,                       |  |
| Notre guide est la loi:                           |  |
| Sachons être un peuple de frères,                 |  |
| Sous le joug de la foi.                           |  |
| Et répétons, comme nos pères,                     |  |
| Le cri vainqueur: « Pour le Christ et le roi ! »  |  |
| Le cri vainqueur: « Pour le Christ et le roi ! ». |  |
|                                                   |  |

## Lời tiếng Việt
O Canada! Ngôi nhà và quê hương của chúng ta!
Toàn dân đều một lòng yêu nước.
Chúng ta cùng phát triển với trái tim rực rỡ,
Mảnh đất miền Bắc mạnh mẽ và tự do!
Từ khắp bốn phương,
O Canada, chúng ta đứng lên bảo vệ đất nước.
Thiên Chúa giữ gìn vinh quang và tự do cho chúng ta!
O Canada, chúng ta đứng lên bảo vệ đất nước.
O Canada, chúng ta đứng lên bảo vệ đất nước.

## Bản song ngữ

### Song ngữ 1
O Canada!
Our home and native land!
True patriot love in all of us command.
Car ton bras sait porter l'épée,
Il sait porter la croix!
Ton histoire est une épopée
Des plus brillants exploits.
God keep our land glorious and free!
𝄆 O Canada, we stand on guard for thee. 𝄇

### Song ngữ 2
Ô Canada!
Terre de nos aïeux,
Ton front est ceint de fleurons glorieux!
Car ton bras sait porter l'épée,
Il sait porter la croix!
Ton histoire est une épopée
Des plus brillants exploits.
God keep our land glorious and free!
𝄆 O Canada, we stand on guard for thee. 𝄇